# كارلتون ماكيني
كارلتون ماكيني (بالإنجليزية: Carlton McKinney)‏ مواليد 21 أكتوبر 1964 في سان دييغو، هو لاعب كرة سلة أمريكي معتزل. بدأ مسيرته الاحترافية في سنة 1988. اعتزل اللعب في 1996.

## المسيرة الاحترافية
لعب مع لوس أنجلوس كليبرز في سنة 1989، ثم لعب مع فابريانو باسكت في موسم 1990–1991، ثم لعب مع نيويورك نيكس في سنة 1991، ثم لعب مع نادي إيه إي كي لكرة السلة في سنة 1992، ثم لعب مع نادي سرقسطة لكرة السلة في الدوري الإسباني في سنة 1992.

## روابط خارجية
- كارلتون ماكيني على موقع إن بي أي (الإنجليزية)
- كارلتون ماكيني على موقع سبورتس رفرنس (الإنجليزية)
- كارلتون ماكيني على موقع الدوري الإسباني لكرة السلة (الإسبانية)
- كارلتون ماكيني على موقع كرة السلة الأوروبية.كوم (الإنجليزية)
- كارلتون ماكيني على موقع كلية كرة السلة في سبورتس رفرنس.كوم (الإنجليزية)
- كارلتون ماكيني على موقع ريلجم (الإنجليزية)
- كارلتون ماكيني على موقع بروبوليرز (الإنجليزية)